# João Benício da Silva
João Benício da Silva (Uruguaiana, 27 de janeiro de 1865 — Montevidéu, 20 de março de 1920) foi um político brasileiro.
Cursou a Faculdade de Direito de São Paulo, sem se formar.
Foi eleito  deputado estadual, à 24ª Legislatura da Assembleia Legislativa do Rio Grande do Sul, de 1901 a 1905.
Foi deputado federal, morrendo enquanto era intendente de Alegrete pela segunda vez, cargo que assumiu em 1 de janeiro de 1918.